# Ooencyrtus lamborni
Ooencyrtus lamborni är en stekelart som beskrevs av James Waterston 1916. Ooencyrtus lamborni ingår i släktet Ooencyrtus och familjen sköldlussteklar. Inga underarter finns listade i Catalogue of Life.